# چهارصدایی

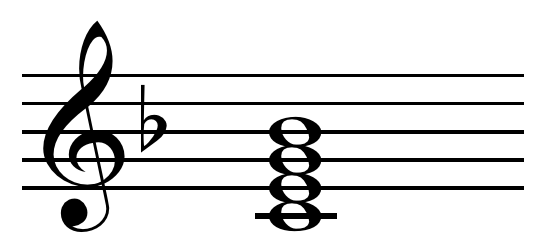
آکورد هفت‌ نمایان روی دو:C^{7}.

چهارصدایی یا تِتراد (انگلیسی: Tetrad) مجموعه‌ای از چهار نت در تئوری موسیقی است. چهارصدایی هنگامی است که این چهار نت با بیشتر از یک تیرس تشکیل می‌شوند. به‌طور مشخص در فاصلهٔ دیاتونیک از پایه آکورد، صدای چهارم نمایانگر آکورد هفت است.
آکوردهای چهارصدایی در موسیقی قرن بیستم اغلب با فواصلی غیر از سوم‌ها تشکیل می‌شود و در موسیقی آتونال از این اصطلاح استفاده نمی‌شود اما گاهی اوقات به مجموعه‌ای از چهار کلاس ارتفاع اشاره دارد. در تئوری موسیقی قرن بیستم مجموعه‌ای از چهار «کلاس ارتفاع»، تِترآکورد نامیده می‌شود.